# WTA Karlsbad
Das WTA Karlsbad (offiziell: Pupp Czech Open) war ein Damen-Tennisturnier der WTA Tour, das 1996 in der tschechischen Stadt Karlsbad ausgetragen wurde. Das Turnier fand dann von 2005 bis 2010 wieder in Prag statt.

## Siegerliste

### Einzel
| Jahr                   | Siegerin          | Finalgegnerin  | Ergebnis      |
| ---------------------- | ----------------- | -------------- | ------------- |
| ↓ Kategorie: Tier IV ↓ |                   |                |               |
| 1996                   | Ruxandra Dragomir | Patty Schnyder | 6:2, 3:6, 6:4 |

### Doppel
| Jahr                   | Siegerinnen                    | Finalgegnerinnen                | Ergebnis      |
| ---------------------- | ------------------------------ | ------------------------------- | ------------- |
| ↓ Kategorie: Tier IV ↓ |                                |                                 |               |
| 1996                   | Karina Habšudová Helena Suková | Eva Martincová Elena Pampoulova | 3:6, 6:3, 6:2 |